# Caterina Nix
Caterina Victoria Torrealba Carrancá (Santiago, 4 de agosto de 1985), más conocida como Caterina Nix, es una cantante chilena de heavy metal. Se dio a conocer como vocalista de la banda Aghonya, y más tarde hizo parte de proyectos internacionales como Chaos Magic y Timo Tolkki's Avalon.

## Biografía
Empezó a interesarse por la música a una temprana edad, conformando algunas bandas de rock durante su adolescencia. Logró notoriedad en su país al conformar la banda Aghonya, que grabó su primer álbum Oxygen (2008) donde además ella se encargó de contribuir con las letras. Aunque el álbum fue lanzado al mercado de manera independiente, la banda y Caterina lograron excelentes críticas por parte de la prensa especializada y una gran base de fanáticos en su país, llevando a la agrupación a ser acto de apertura para bandas reconocidas de la escena como After Forever, Edguy y Within Temptation.
En 2014 grabó su primer álbum como solista, un EP titulado Contact. En 2015 ingresó como vocalista en la banda Chaos Magic, proyecto liderado por el guitarrista Timo Tolkki, grabando el álbum homónimo ese mismo año. Caterina había colaborado previamente con el mencionado guitarrista en el álbum Angels of the Apocalypse de la banda Timo Tolkki's Avalon, publicado en mayo de 2014, donde compartió labores vocales con las reconocidas cantantes Simone Simons (Epica), Elize Ryd (Amaranthe) y Floor Jansen (Nightwish).
El 17 de diciembre de 2017, Caterina anunció en su perfil oficial de Facebook que su segunda producción discográfica en solitario sería publicada por la compañía Frontiers Records y que contaría con la colaboración del productor Jacob Hansen, reconocido por su trabajo con las bandas Volbeat y Doro.

## Discografía

### Solista
- 2014 - Contact (EP)

### Aghonya
- 2008 - Oxygen

### Timo Tolkki's Avalon
- 2014 - Angels of the Apocalypse

### Chaos Magic
- 2015 - Chaos Magic
- 2019 - Furyborn
- 2022 - Emerge